# 金盞耳介
金盞耳介（学名：Aurila calendula）为半花介科耳介屬下的一个种。